# Il giorno del toro
Il giorno del toro (Caravan to Vaccarès) è un film del 1974 diretto da Geoffrey Reeve basato sul romanzo del 1970 Carovana per Vaccares di Alistair MacLean.

## Trama
L'americano Neil Bowman e la fotografa britannica Lila vengono assunti in Francia dal duca di Croyter per scortare uno scienziato ungherese a New York. La missione si rivela molto più rischiosa di quanto sembri.

## Produzione
Il film è stato in prevalenza girato in Camargue nel sud della Francia.

## Distribuzione
Il lungometraggio fu distribuito nel 1974. In Francia usci nelle sale con il titolo Le Passenger.
Nel 2018 è stata rilasciata la versione in formato blu-ray.